# Pfarrkirche Rottenstein

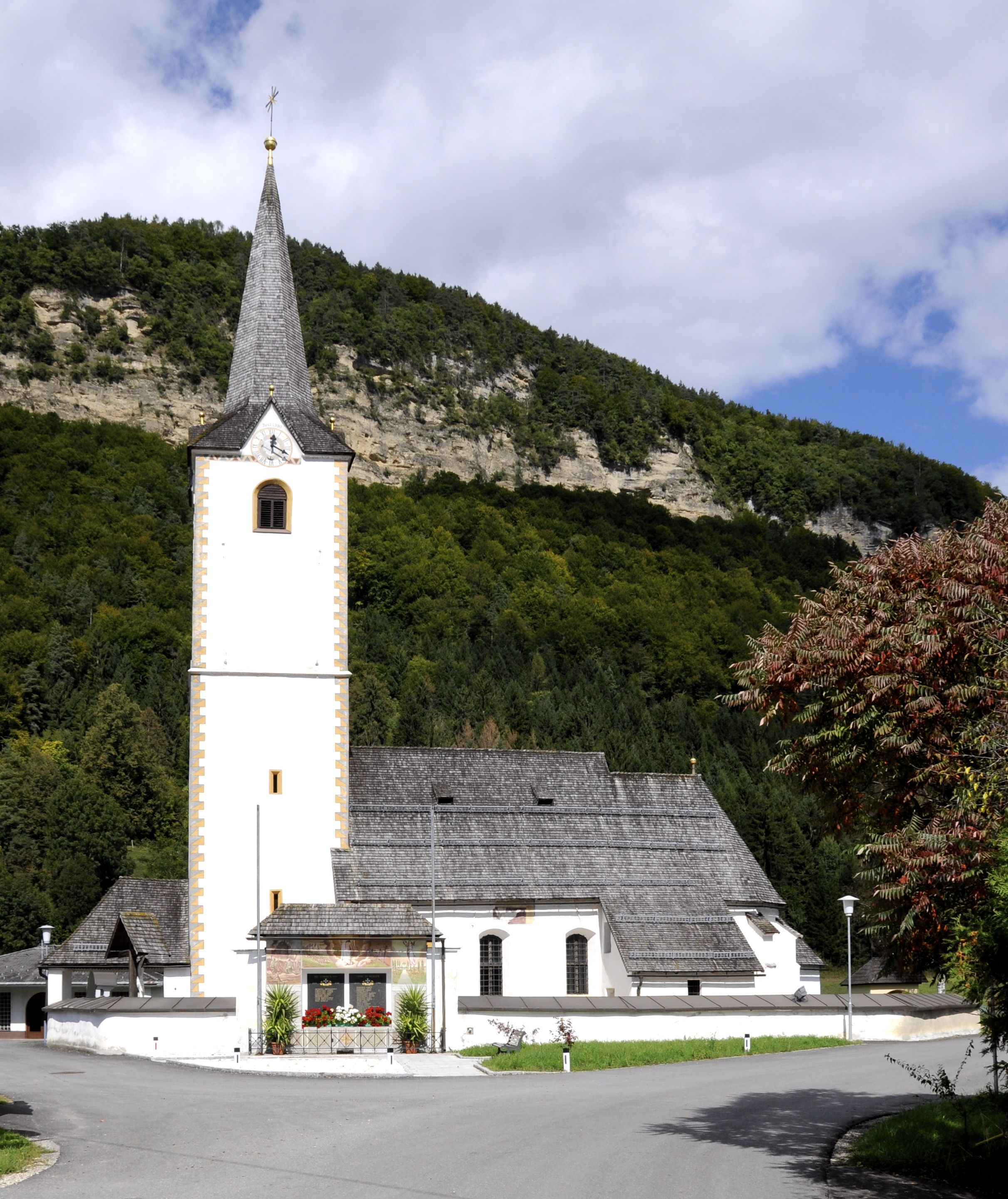
Katholische Pfarrkirche hl. Magdalena in Rottenstein

Die römisch-katholische Pfarrkirche Rottenstein steht am Fuße einer steilen Felswand der Sattnitz in der Ortschaft Rottenstein in der Marktgemeinde Ebenthal in Kärnten im Bezirk Klagenfurt-Land in Kärnten. Die dem Patrozinium der Heiligen Maria Magdalena unterstellte Kirche gehört zum Dekanat Tainach/Tinje in der Diözese Gurk-Klagenfurt. Die Kirche steht unter Denkmalschutz (Listeneintrag).

## Geschichte
Urkundlich wurde 1359 eine Kirche genannt.
Die im Kern in den Langhausmauern romanische Kirche wurde gotisch mit einem Chor und Sakristeianbau erweitert und eingewölbt. Der beherrschende Westturm nennt am Giebel 1689 und am Spitzgiebelhelm 1990. 1989 wurde die Kirche innen und 1992/1993 außen restauriert.

## Architektur
Das Kirchenäußere zeigt einen mächtigen Westturm, ein ungegliedertes romanisches Langhaus mit nur südseitigen Fenstern, davon ein spitzbogiges gotisches, einen leicht nach Süden gerückten Chor mit einem Fünfachtelschluss mit zweifach abgestuften Strebepfeilern, am Chor eine südlich angebaute Sakristei. Das niedrige romanische rundbogige Westportal im Turm hat außen daneben einen Opfertisch.
Ein Fresko mit Engeln und dem hl. Christophorus aus der Zeit um 1500 an der Südwand der Kirche wurde 1992 freigelegt.
Das Kircheninnere zeigt ein dreijochiges Langhaus und einen zweijochigen Chor unter einem Rautensterngewölbe im Langhaus und einem Kreuzrippengewölbe im Chor mit Wappenschlusssteinen. Der spitzbogige Triumphbogen hat eine ornamentale Bemalung. Das Sakristeiportal hat einen Kragsturzbogen.
Die Wandmalereien im Kreuzrippengewölbe des Chores entstanden am Ende des 14. Jahrhunderts und zeigen die Vier Evangelisten und musizierende Engel.

## Einrichtung
Der Hochaltar aus der Mitte des 18. Jahrhunderts trägt die spätgotische Figur der hl. Magdalena aus der Zeit um 1500 und zwei neugotische Figuren der Heiligen Katharina und Barbara sowie die barocken Figuren der Heiligen Helena, Bischof, Valentin und im Auszug Lucia. Der linke Seitenaltar aus der zweiten Hälfte des 17. Jahrhunderts zeigt ein Bild der hl. Apollonia.
Neben dem Portal stehen ein gotischer Taufstein und ein romanisches Taufbecken.
Eine Glocke nennt 1455.